# Авдулах Хоти
Авдуллах Хоти (4. фебруар 1976, Ратковац) је албански политичар са Косова и Метохије, који је обављао функцију премијера Републике Косова, једнострано проглашене државе на територији Републике Србије, противно Уставу Србије и резолуцији 1244 Савета безбедности ОУН. Био је министар финансија између 2014. и 2017. у коалиционој влади ПДК / ДСК.

## Биографија
Био је кандидат  за премијера на косовским парламентарним изборима 2017. године . На челу посланичке групе ДСК постао је на челу од 2017. до 2020. године, када је преузео функцију првог потпредседника владе. ЛДК га је именовао за кандидата своје странке за премијера након што је изгласано неповерење влади Албина Куртија, али је његова Хотијеву могућност именовања оповргавала тиме да не може да се  формира влада без прве странке која је победила на изборима и захтевали су нове изборе. Међутим, 28. маја 2020. Уставни суд Косова дао је право другој странци и Авдуллаху Хотију да формирају владу без избора. И након што странка која је победила на изборима није успела да поново формира нову владу, суд је тврдио да је Авдуллах Хоти потпуно квалификован да и даље настави да буде изабран у парламенту као нови премијер Републике Косово. 3. јуна 2020. Хоти је изабран за премијера са 61 гласом за, 24 против и једним суздржаним.
2. августа 2020. Хоти је на својој Фејсбук страници објавио да се тестирао позитивно на Ковид-19 и да има благе симптоме и да ће наредне две недеље радити од куће.
Хоти и Александар Вучић, председник Србије, потписали су 4. септембра 2020. године у Белој кући споразум о нормализацији економских односа Србије и Косова у присуству Доналда Трампа, председника Сједињених Америчких Држава. Договор обухвата слободнији саобраћај, укључујући железнички и друмски саобраћај, док су се обе стране договориле да раде са Извозно-увозном банком Сједињених Држава и Америчком међународном корпорацијом за финансирање развоја и да се придруже Мини шенгенској зони, али споразум такође укључује узајамно признавање између Израела и Косова.